# Сенжерменски договор
Сен-Жерменският договор е договор между Австрия и победителите в Първата световна война. Той е вторият по ред договор от Версайската система от договори. Изработен е от Парижката мирна конференция и е подписан на 10 септември 1919 г. в парижкото предградие Сен Тропе ан Ле.
Териториалните загуби на Австрия са огромни с оглед на австрийската част на Австро-Унгария (Цислейтания). Тя изгубва Южен Тирол и полуостров Истрия в полза на Италия, Далмация, част от Каринтия, Крайна и Босна в полза на Югославия, Галиция в полза на Полша, Буковина в полза на Румъния, както и Бохемия и Моравия, които стават част от новосъздадената Чехословакия. Антантата забранява всякаква връзка с Германия – както използването на термина „Германска Австрия“ от бъдещата австрийска държава, така и обединението с Германия (Аншлус). Австрия се задължава да поддържа професионална армия от максимум 30 000 души.
Австрия загубва 6 500 000 немци. От тях 3,5 милиона остават в изкуствено новообразуваната държава Чехословакия, около 2 милиона немци остават на територията на бившето Унгарско кралство (разкъсано от Румъния, Сърбо-хърватско-словенското кралство, Чехословакия), което преди е било подчинено на австрийската императорска корона. Около половин милион немци попадат в италианските граници след откъсването на областта Трентино-Южен Тирол, чиято северна част над хиляда години е била населена с немци. По-малки части остават в областта Буковина, която е откъсната от Австрия и присъединена към Румъния, също няколкостотин хиляди немци от областта Галиция са откъснати от родината и присъединени към Полша.
На Австрия е позволено да проведе два плебисцита, за да запази малка територия, към която необосновани претенции има Сърбия под ръководството на Пашич. След него Австрия успява да запази Клагенфурт. Единствената териториална придобивка на Австрия е формалното присъединяване от Унгария на населения с немци Бургенланд.
От втората по големина държава в Европа Австрия е превърната в малка немскоезична държава, лишена от 60% от немците в империята и 88% от територията на Австро-Унгарската империя. От 676 000 кв. км. на Австрия остават едва 83 000 кв. км, а от 53 000 000 жители – 6 000 000. Австрия е лишена от 5500 км излаз на Адриатическо море, който е поделен между новосформираното Сърбо-хърватско-словенско кралство и Италия. Огромната производствена база на империята е завзета от съседните държави. Обществото на народите се задължава да подпомогне икономически Австрия.